# Ilse Keydel
Ilse Keydel (ur. 11 lutego 1921, zm. 5 maja 2003) – niemiecka florecistka reprezentująca RFN, trzykrotna medalistka mistrzostw świata.
Podczas mistrzostw świata w Brukseli w 1953 roku wywalczyła brązowy medal we florecie indywidualnym. W zawodach tych wyprzedziły ją jedynie Włoszka Irene Camber i Francuzka Renée Garilhe. Na rozgrywanych cztery lata później mistrzostwach świata w Paryżu Niemki w składzie: Helmi Höhle, Ilse Keydel, Else Ommerborn, Heidi Schmid i Helga Stroh zdobyły drużynowo srebrny medal. Ponadto wspólnie z Astrid Berndt, Helmi Höhle, Helgą Mees i Heidi Schmid zdobyła drużynowo kolejny srebrny medal na mistrzostwach świata w Filadelfii w 1958 roku.
Nigdy nie wzięła udziału w igrzyskach olimpijskich.